# Mandevilla lancibracteata
Mandevilla lancibracteata är en oleanderväxtart som beskrevs av R. E. Woodson. Mandevilla lancibracteata ingår i släktet Mandevilla och familjen oleanderväxter. Inga underarter finns listade i Catalogue of Life.